# Gregorio Gómez

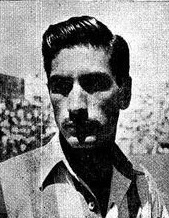
Gómez während seiner aktiven Zeit

Gregorio Gómez Álvarez (* 26. Juni 1924; † 24. März 2015), auch bekannt unter dem Spitznamen „Tepa“, war ein mexikanischer Fußballspieler, der auf der Position des Verteidigers agierte.
Er spielte für Chivas Guadalajara und war der zweite Spieler dieses Vereins, der bei einer Fußball-Weltmeisterschaft zum Einsatz kam. 
Zusammen mit seinen Vereinskameraden Max Prieto und Rodrigo Ruiz Zárate wurde Gómez in den mexikanischen WM-Kader berufen, der zur WM 1950 nach Brasilien fuhr. Gómez bestritt das zweite Vorrundenspiel der mexikanischen Nationalmannschaft gegen Jugoslawien (1:4) und das dritte Spiel gegen die Schweiz (1:2). 
Ruiz war bereits im ersten Spiel gegen die Brasilianer (0:4) zum Einsatz gekommen, während Prieto sich mit der Zuschauerrolle begnügen musste. 
Zwischen seinem Länderspieldebüt am 25. September 1949 gegen Kuba (3:0) und seinem letzten Länderspiel am 19. Juli 1953 gegen Haiti (8:0), bei dem ihm in der 27. Minute zum Zwischenstand von 3:0 sein einziger Länderspieltreffer gelang, absolvierte Tepa Gómez insgesamt 6 Einsätze im Dress seiner Nationalmannschaft.
Nach seiner aktiven Laufbahn trainierte er unter anderem von 1967 bis 1972 die venezolanische Fußballnationalmannschaft.
„“